# Градина (Хорватія)
Градина (хорв. Gradina) — населений пункт і громада в Вировитицько-Подравській жупанії Хорватії.

## Населення
Населення громади за даними перепису 2011 року становило 3 850 осіб. Населення самого поселення становило 916 осіб.
Динаміка чисельності населення громади:
Динаміка чисельності населення центру громади:

## Населені пункти
Крім поселення Градина, до громади також входять: 
- Бачеваць
- Брезовиця
- Будаковаць
- Детковаць
- Липоваць
- Луг-Градинський
- Новий Градаць
- Рушани
- Владимироваць
- Жлебина

## Клімат
Середня річна температура становить 11,55 °C, середня максимальна – 26,77 °C, а середня мінімальна – -6,02 °C. Середня річна кількість опадів – 751 мм.
| Клімат поселення                              | Клімат поселення | Клімат поселення | Клімат поселення | Клімат поселення | Клімат поселення | Клімат поселення | Клімат поселення | Клімат поселення | Клімат поселення | Клімат поселення | Клімат поселення | Клімат поселення | Клімат поселення |
| Показник                                      | Січ.             | Лют.             | Бер.             | Квіт.            | Трав.            | Черв.            | Лип.             | Серп.            | Вер.             | Жовт.            | Лист.            | Груд.            |                  |
| Середній максимум, °C                         | 6,38             | 8,54             | 13,25            | 17,78            | 23,13            | 26,77            | 25,83            | 25,24            | 20,50            | 15,44            | 9,82             | 5,24             |                  |
| Середня температура, °C                       | 0,20             | 2,34             | 7,06             | 11,59            | 16,94            | 20,57            | 22,14            | 21,54            | 16,80            | 11,76            | 6,10             | 1,56             |                  |
| Середній мінімум, °C                          | −6,02            | −3,86            | 0,85             | 5,39             | 10,75            | 14,37            | 18,46            | 17,87            | 13,12            | 8,06             | 2,43             | −2,14            |                  |
| Норма опадів, мм                              | 44               | 39               | 45               | 60               | 73               | 89               | 71               | 75               | 63               | 64               | 73               | 55               |                  |
| Середньомісячна швидкість вітру, м/с          | 2.20             | 2.50             | 2.80             | 2.70             | 2.40             | 2.20             | 2.16             | 1.94             | 2.00             | 2.00             | 2.20             | 2.26             |                  |
| Середньомісячна сонячна радіація, кДж/м²·день | 4124             | 6882             | 10781            | 15218            | 19353            | 21462            | 22227            | 19785            | 14611            | 8983             | 4618             | 3388             |                  |
| --------------------------------------------- | ---------------- | ---------------- | ---------------- | ---------------- | ---------------- | ---------------- | ---------------- | ---------------- | ---------------- | ---------------- | ---------------- | ---------------- | ---------------- |
| Джерело:                                      |                  |                  |                  |                  |                  |                  |                  |                  |                  |                  |                  |                  |                  |